# Chelsea Winstanley
Chelsea Winstanley é uma produtora cinematográfica neozelandesa.